# サン・ペドロ・デル・ロメラル
サン・ペドロ・デル・ロメラル（San Pedro del Romeral）は、スペイン・カンタブリア州のムニシピオ（基礎自治体）。バジェス・パシエーゴス郡に属し、隣接する自治体は北と東がベガ・デ・パス、西がルエーナで、南はカスティーリャ・イ・レオン州のブルゴス県に接している。

## 地理

### 集落
サン・ペドロ・デル・ロメラルには10の集落がある。太字は自治体中心地区。
- アラール
- アルダーノ
- ブスタレギン
- ブスティジェーロ＝エル・ロサリオ
- オルネディージョ
- ラ・ペレディージャ
- サン・ペドロ・デル・ロメラル
- ラ・ソタ
- ベガロスコラーレス
- ベガロスバードス

### 人口
| サン・ペドロ・デル・ロメラルの人口推移 1900－2010       |
|                                                         |
| 出典:INE（スペイン国立統計局）1900年 - 1991年、1996年 - |

## 経済
サン・ペドロ・デル・ロメラルの主要経済活動は第一次産業で、住民の49.5%が第一次産業に、そして20.7%が建設業に、5.6%が工業に、24.2%が第三次産業に従事している。

## 政治
自治体首長はカンタブリア地域主義党（PRC）のペドロ・ゴメス・ルイス（Pedro Gómez Ruiz）、自治体評議員はカンタブリア地域主義党:6、カンタブリア国民党:1となっている（2011年5月22日の自治体選挙結果、得票順）。
| 1999年6月13日自治体選挙 |        |        |          |
| 政党                    | 得票数 | 得票率 | 獲得議席 |
| PP                      | 334    | 80.48% | 6        |
| PRC                     | 76     | 18.31% | 1        |

| 2003年5月25日自治体選挙 |        |        |          |
| 政党                    | 得票数 | 得票率 | 獲得議席 |
| PRC                     | 292    | 60.33% | 4        |
| PP                      | 191    | 39.46% | 3        |

| 2007年5月27日自治体選挙 |        |        |          |
| 政党                    | 得票数 | 得票率 | 獲得議席 |
| PRC                     | 368    | 79.65% | 6        |
| PP                      | 90     | 19.48% | 1        |
| PSOE                    | 4      | 0.87%  | 0        |

| 2011年5月22日自治体選挙 |        |        |          |
| 政党                    | 得票数 | 得票率 | 獲得議席 |
| PRC                     | 335    | 78.27% | 6        |
| PP                      | 83     | 19.39% | 1        |
| PSOE                    | 4      | 0.93%  | 0        |

### 司法行政
サン・ペドロ・デル・ロメラルはメディオ・クデージョ司法管轄区に属す。